# يوهانا ليند
يوهانا ليند (بالسويدية: Johanna Lind)‏ هي متسابقة ملكة الجمال وعارضة سويدية، ولدت في 13 أكتوبر 1971 في أوتفيدابيرغ ‏ في السويد.